# Aki Takajō
Aki Takajō ou Takajo, Takajoh (高城亜樹, Takajō Aki, née le 3 octobre 1991 à Tōkyō, Japon) est une chanteuse et idole japonaise, membre des groupes de J-pop AKB48 (team A) et French Kiss. Elle est sélectionnée en 2008, et elle est actuellement travaille à Biscuit Entertainment de Watanabe Entertainment.

## Filmographie

### DVD Solo
- 26 août 2011 – Wonderland (わんだーらんど?)